# Willem Elsschot
Willem Elsschot, (pseudonym för Alfons-Jozef De Ridder) född 7 maj 1882 i Antwerpen, död 31 maj 1960 i Antwerpen, var en belgisk nederländskspråkig (flamländsk) författare, poet och affärsman. Han räknas till den flamländska litteraturens främsta stilister, och beskriver det absurda i människans tillvaro. Handling och typer hämtades främst från hans egen miljö, det vill säga affärs- och reklamvärlden. Elsschots litterära inflytande var till omfånget begränsat, men intensivt och bestående. Till hans litterära arvingar hör till exempel landsmannen Peter Terrin.

## Biografi
Elsschot föddes i Antwerpen där hans familj hade ett bageri. Han studerade vid handelshögskolan i Antwerpen. Efter studierna arbetade han inom handeln och reklambranschen i olika städer som Antwerpen, Bryssel, Rotterdam och Paris. Efter första världskriget startade han en reklambyrå som han drev fram till sin död.
Elsschot dog 1960 och ligger begravd på Schoonselhof i Antwerpen.

## Utmärkelser
Asteroiden 6309 Elsschot är uppkallad efter honom.

## Verk
Elsschot publicerade dikter i tidningen "Alvoorder". Hans författande tog fart då han arbetade i Rotterdam, där han skrev Villa des Roses (1913). Hans mest berömda verk kom under 1920- och 1930-talen: Lijmen (1924), Kaas (1933), Tsjip (1934) och Het Been (1938). 
Centrala teman i hans verk är affärs och familjelivet. Hans stil karaktäriseras av detaljerade beskrivningar av omgivningen och en mild cynism. I boken Lijmen, 1924 och i flera böcker framåt använder han samma persongalleri och beskriver 1930-talets Antwerpen. Hans karaktärer, Boorman, en skrupelfri entreprenör (alltid sökandes efter affärsmöjligheter som i boken Kaas) och den romantiska drömmaren Frank Laarmans, en tjänsteman, beskrivs i dessa böcker fram till Laarmans (i romanen, pensioen), går i pension.